# Psammisia panamensis
Psammisia panamensis är en ljungväxtart som beskrevs av A. C. Smith. Psammisia panamensis ingår i släktet Psammisia och familjen ljungväxter. Inga underarter finns listade i Catalogue of Life.